# Deltochilum aequinoctiale
Deltochilum aequinoctiale là một loài bọ cánh cứng trong họ Bọ hung (Scarabaeidae).